# Selman Abraham Waksman

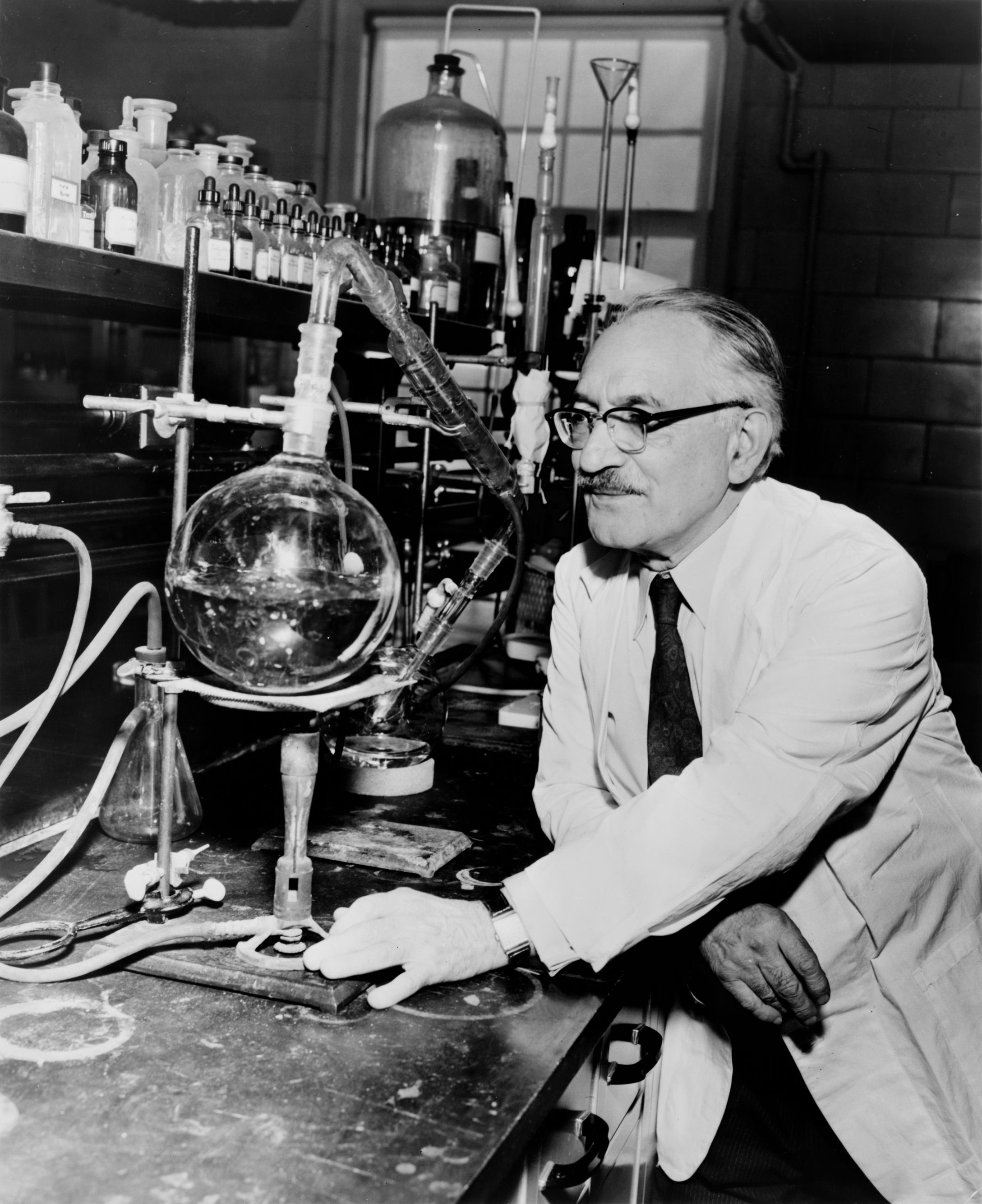
Selman Waksman (1953)

Selman Abraham Waksman (ukrainisch Зельман Абрахам Ваксман, wissenschaftliche Transliteration Zel'man Abracham Vaksman; * 8. Julijul. / 20. Juli 1888greg. in Nowa Pryluka, Gouvernement Kiew, Russisches Kaiserreich; † 16. August 1973 in Woods Hole, Barnstable County, Massachusetts, USA) war ein russisch-US-amerikanischer Biochemiker und Mikrobiologe. Waksman verwendete als erster die Bezeichnung Antibiotikum. Aus Bodenbakterien isolierte er 1940 das Antibiotikum und Zytostatikum Actinomycin A und 1943 das Antibiotikum Streptomycin, dessen Wirksamkeit bei der menschlichen Tuberkulose er 1944 entdeckte.
Für die Entdeckung des Streptomycins, des ersten Antibiotikums gegen die Tuberkulose, erhielt er 1952 den Nobelpreis für Physiologie oder Medizin. Tatsächlich wurde die Substanz 1943 von dem in seinem Labor arbeitenden Studenten, Albert Schatz (1920–2005), isoliert.

## Biografie
Selman Waksman wurde als Sohn jüdischer Eltern im damaligen Russischen Reich geboren. Aufgrund der repressiven politischen Verhältnisse und des in Russland grassierenden Antisemitismus emigrierte er 1910 in die Vereinigten Staaten kurz nachdem er am Fünften Gymnasium in Odessa sein Abitur bestanden hatte. Sechs Jahre später erhielt er die amerikanische Staatsbürgerschaft. In den USA besuchte er das Rutgers College (heute Rutgers University) in New Jersey, wo er 1915 den Grad eines Bachelor of Science (B.Sc.) in Landwirtschaft erwarb. Im folgenden Jahr erwarb er noch den Grad eines Master of Science (M.Sc.). Er arbeitete dort im Labor von Jacob G. Lipman und forschte über Bodenbakterien. Waksman wurde dann wissenschaftlicher Mitarbeiter an der University of California, Berkeley, wo er 1918 den Grad des Ph.D. im Fach Biochemie erwarb. Danach wechselte er auf Einladung von Lipman wieder an die Fakultät für Biochemie und Mikrobiologie der Rutgers University, wo er 1925 zum Associate Professor und 1930 zum Professor ernannt wurde. 1940 wurde er dort Direktor des Instituts für Mikrobiologie. In dem unter seiner Leitung stehenden Labor wurden viele Antibiotika entdeckt, u. a. Actinomycin (1940), Clavacin, Streptothricin, Streptomycin (1944), Grisein, Neomycin (1949), Fradicin, Candicidin, Candidin. Das 1944 entdeckte Streptomycin war das erste Antibiotikum, das Wirksamkeit gegen Tuberkulose zeigte. Von Waksman wurde auch der Begriff „Antibiotikum“ geprägt, als dessen ideale Eigenschaften er keine oder geringe Toxizität für das Gewebe, keine Auslösung von Überempfindlichkeit, breites Wirkungsband, Hemmung des Wachstums von gegen Sulfonamide resistenten Bakterien, keine Resistenzbildung der Mikroben und hohe Wirksamkeit auch bei Gegenwart von Eiter nannte. 1958 trat er in den Ruhestand. Er starb 1973 und ist auf dem Crowell Cemetery in Woods Hole, Barnstable County, Massachusetts begraben.
Für seine wissenschaftlichen Arbeiten erhielt er zahlreiche Auszeichnungen, so 1947 den Amory Prize der American Academy of Arts and Sciences, 1948 den Albert Lasker Award for Basic Medical Research und 1952 den Nobelpreis für Medizin. Die Keiō-Universität verlieh ihm 1953 den ersten Ehrendoktor in ihrer Geschichte. 1932 wurde er zum Mitglied der Leopoldina gewählt. Er war Mitglied der National Academy of Sciences, der American Academy of Arts and Sciences (1949), der Académie des sciences (1937 korrespondierendes und 1955 auswärtiges Mitglied) und der Légion d’honneur. Die National Academy of Sciences vergibt ihm zu Ehren für besondere wissenschaftliche Leistungen auf dem Gebiet der Mikrobiologie den Selman A. Waksman Award in Microbiology.

## Streit um die Erstentdeckung von Streptomycin
Waksman hatte sich schon früh mit dem Studium der Streptomyceten beschäftigt. Den Nobelpreis 1952 erhielt er, wie es in der Preisverleihung hieß, „für seine Entdeckung des Streptomycins, des ersten Antibiotikums gegen Tuberkulose“, allerdings wurden damit auch die zahlreichen anderen Arbeiten auf dem Gebiet der Antibiotikaforschung ausgezeichnet. Es entspann sich ein Streit mit einem ehemaligen Doktoranden von Waksman, Albert Schatz, der die Erstentdeckung für sich beanspruchte. Dabei ging es auch um die Rechte an Patenteinnahmen von Streptomycin. Waksman und die Rutgers University bestritten zunächst vehement einen signifikanten Anteil von Schatz an der Entdeckung, mussten jedoch später einräumen, dass dieser zumindest zum Teil im Recht war. In einer außergerichtlichen Einigung wurde Schatz finanziell abgefunden und in einer offiziellen Erklärung wurden Waksman und Schatz beide als Entdecker des Streptomycins genannt.

## Publikationen
- My life with the microbes. Simon and Schuster, New York 1954, OCLC 794728.
- The Brilliant and Tragic life of W.M.W. Haffkine. Rutgers University Press, New Brunswick 1964.